# السيطرة على المدن خلال الغزو الروسي لأوكرانيا 2022
تقدّم هذه الصفحة معلومات مفصّلة عن آخر عمليات سيطرة معروفة على مدن وبلدات أوكرانيا خلال الحرب الروسية الأوكرانية 2022.

## القائمة

### تشيركاسي أوبلاست
| الاسم                  | عدد السكان | المنطقة الجغرافية | السيطرة الحالية | معلومات إضافية |
| ---------------------- | ---------- | ----------------- | --------------- | -------------- |
| مدينة تشيركاسي         | 272,651    | تشيركاسي          | أوكرانيا        |                |
| Korsun-Shevchenkivskyi | 17,474     | تشيركاسي          | أوكرانيا        |                |
| كانيف                  | 23,503     | تشيركاسي          | أوكرانيا        |                |
| سميلا                  | 66,475     | Cherkasy          | أوكرانيا        |                |
| Kamianka               | 11,146     | تشيركاسي          | أوكرانيا        |                |
| زولوتونوشا             | 27,458     | زولوتونوشا        | أوكرانيا        |                |
| شبولا                  | 16,573     | زفينيورودفكا      | أوكرانيا        |                |
| فاتوتيني               | 16,096     | زفينيورودفكا      | أوكرانيا        |                |
| زفينيهورودكا           | 16,490     | Zvenyhorodka      | أوكرانيا        |                |
| تانلي                  | 13,012     | زفينيورودفكا      | أوكرانيا        |                |
| أومان (أوكرانيا)       | 100,135    | أومان             | أوكرانيا        |                |
| جاشكيف                 | 13,355     | أومان             | أوكرانيا        |                |
| خريستينيفكا            | 10,068     | أومان             | أوكرانيا        |                |

### تشرنيهيف أوبلاست
| الاسم              | السكان  | المنطقة الجغرافية        | السيطرة الحالية                  | معلومات إضافية                             |
| ------------------ | ------- | ------------------------ | -------------------------------- | ------------------------------------------ |
| تشرنيغوف           | 285,234 | Chernihiv Raion          | Truce                            | طالع معركة تشرنيغوف منحت لقبالمدينة البطلة |
| سنوفسك             | 12,315  | Koriukivka Raion         | متنازع عليها: - أوكرانيا - روسيا |                                            |
| Sosnytsia          | 6,708   | Koriukivka Raion         | متنازع عليها: - أوكرانيا - روسيا |                                            |
| هورودنيا           | 11,710  | Chernihiv Raion          | روسيا                            |                                            |
| Semenivka          | 7,952   | Novhorod-Siverskyi       | روسيا                            |                                            |
| Koriukivka         | 12,409  | Chernihivka Raion        | متنازع عليها: - أوكرانيا - روسيا |                                            |
| Novhorod-Siverskyi | 12,647  | Novhorod-Siverskyi Raion | روسيا                            |                                            |
| Ripky              | 6,807   | Chernihiv Raion          | روسيا [بحاجة لمصدر]              |                                            |
| Mena               | 11,096  | Koriukivka Raion         | روسيا [بحاجة لمصدر]              |                                            |

### تشيرنيفتسي أوبلاست
| الاسم        | عدد السكان | المنطقة الجغرافية | السيطرة الحالية | معلومات إضافية |
| ------------ | ---------- | ----------------- | --------------- | -------------- |
| تشيرنوفتسي   | 265,471    | Chernivtsi        | أوكرانيا        |                |
| Storozhynets | 14,138     | Storozhynets      | أوكرانيا        |                |

### جمهورية القرم المتمتعة بالحكم الذاتي
| الاسم       | عدد السكان | المنطقة الجغرافية | السيطرة الحالية | معلومات إضافية |
| ----------- | ---------- | ----------------- | --------------- | -------------- |
| كرج (القرم) | 149,566    | بلدية كيرتش       | روسيا           |                |
| سيمفروبول   | 332,317    | بلدية سيمفروبول   | روسيا           |                |
| يالطا       | 76,746     | بلدية يالطا       | روسيا           |                |
| إيفباتوريا  | 105,719    | بلدية إيفباتوريا  | روسيا           |                |

### دنيبروبتروفسك أوبلاست
| الاسم                              | عدد السكان | المنطقة الجغرافية | السيطرة الحالية | معلومات إضافية |
| ---------------------------------- | ---------- | --- | --------------- | -------------- |
| أبوستولوفي (محافظة دنيبروبيتروفسك) | 16,356     | Kryvyi Rih ‏ | أوكرانيا        |                |
| دنيبرو                             | 980,948    | List of 8 - Amur-Nyzhnodniprovskyi - Chechelivskyi - Industrialnyi - Novokodatskyi - Samarskyi - Shevchenkivskyi - Sobornyi - Tsentralnyi | أوكرانيا        |                |
| دنيبرودزرجينسك                     | 229,794    | Kamianske | أوكرانيا        |                |
| كريفي ريه                          | 612,750    | Kryvyi Rih ‏ | أوكرانيا        |                |
| مارهانيتس                          | 45,718     | Nikopol | أوكرانيا        |                |
| نيكوبول (أوكرانيا)                 | 107,464    | Nikopol | أوكرانيا        |                |
| Novomoskovsk                       | 70,230     | Novomoskovsk | أوكرانيا        |                |
| بافلوجراد                          | 103,073    | Pavlohrad | أوكرانيا        |                |
| Pershotravensk                     | 27,573     | Synelnykove | أوكرانيا        |                |
| Piatykhatky                        | 18,457     | Kamianske | أوكرانيا        |                |
| بيدهورودن                          | 19,336     | Dnipro | أوكرانيا        |                |
| بوكروف (أوكرانيا)                  | 38,111     | Nikopol | أوكرانيا        |                |
| سينيلتيكوف                         | 30,021     | Synelnykove | أوكرانيا        |                |
| تيرنيفكا                           | 29,226     | Pavlohrad | أوكرانيا        |                |
| فيركنودنيبروفسك                    | 16,976     | Kamianske | أوكرانيا        |                |
| فيلنوهيرسك                         | 22,458     | Kamianske | أوكرانيا        |                |
| زيلينودولسك (دنيبروبيتروفسكا)      | 12,874     | Kryvyi Rih ‏ | أوكرانيا        |                |
| جوفتي فودي                         | 42,901     | Kamianske | أوكرانيا        |                |

### أوبلاست دونيتسك
| الاسم                     | عدد السكان | المنطقة الجغرافية | السيطرة الحالية                               | معلومات إضافية                                     |
| ------------------------- | ---------- | --- | --------------------------------------------- | -------------------------------------------------- |
| باخموت                    | 72,310     | منطقة باخموت | روسيا                                         | معركة باخموت                                       |
| دونيتسك                   | 905,364    | List of 9 - Budionny Raion - Voroshylov Raion - Kalinin Raion ‏ - Kiev Raion - Kirov Raion ‏ - Kuibyshev Raion - Lenin Raion ‏ - Petrovskyi Raion - Proletarian Raion | Donetsk PR                                    |                                                    |
| هورليفكا (محافظة دونيتسك) | 241,106    | Horlivka Municipality | Donetsk PR[بحاجة لمصدر]                       | هجوم هورليفكا                                      |
| كوستيانتينيفكا            | 68,792     | Kramatorsk | أوكرانيا                                      |                                                    |
| كراماتورسك                | 150,084    | Kramatorsk | أوكرانيا                                      |                                                    |
| ماكيفكا                   | 340,337    | Makiivka Municipality | Donetsk PR[بحاجة لمصدر]                       |                                                    |
| Manhush                   | 7,858      | Mariupol | روسيا                                         |                                                    |
| ماريوبول                  | 431,859    | Mariupol | متنازع عليها: - أوكرانيا - روسيا - Donetsk PR | طالع معركة ماريوبول (2022) منحت لقب المدينة البطلة |
| نيكولسكي                  | 7,867      | Mariupol | روسيا                                         |                                                    |
| نوفوازوفسك                | 11,104     | Novoazovsk | Donetsk PR                                    |                                                    |
| Sartana                   | 10,117     | Kalmiuske | روسيا                                         |                                                    |
| سلوفيانسك                 | 106,972    | | أوكرانيا                                      |                                                    |
| فولنوفاخا                 | 21,441     | Volnovakha Raion | Donetsk PR                                    | منحت لقب المدينة البطلة                            |
| يناكييف                   | 77,053     | | Donetsk PR                                    |                                                    |

### إيفانو فرانكيفسك أوبلاست
| الاسم            | عدد السكان | المنطقة الجغرافية | السيطرة الحالية | معلومات إضافية |
| ---------------- | ---------- | ----------------- | --------------- | -------------- |
| إيفانو-فرانكيفسك | 237,855    | Ivano-Frankivsk   | أوكرانيا        |                |
| بورشتين          | 14,866     | Ivano-Frankivsk   | أوكرانيا        |                |
| نادفيرنا         | 22,545     | Nadvirna          | أوكرانيا        |                |
| كولوميا          | 61,140     | Kolomiya          | أوكرانيا        |                |
| كالوش            | 65,814     | Kalush            | أوكرانيا        |                |
| دولينا           | 20,641     | Kalush            | أوكرانيا        |                |

### خاركيف أوبلاست
| الاسم        | عدد السكان | المنطقة الجغرافية | السيطرة الحالية                  | معلومات إضافية                                   |
| ------------ | ---------- | ----------------- | -------------------------------- | ------------------------------------------------ |
| بوهودوخيف    | 15,797     | بودوخيف           | متنازع عليها: - أوكرانيا - روسيا |                                                  |
| فالكي        | 8,721      | بودوخيف           | أوكرانيا                         |                                                  |
| فوفتشانسك    | 17,747     | تشوويف            | روسيا                            |                                                  |
| زمييف        | 14,071     | تشوويف            | أوكرانيا                         |                                                  |
| بالاكليا     | 26,921     | إزيوم             | متنازع عليها: - أوكرانيا - روسيا |                                                  |
| بارفينكوفي   | 8,110      | منطقة إزيوم       | أوكرانيا                         |                                                  |
| إزيوم        | 45,884     | إزيوم             | متنازع عليها: - أوكرانيا - روسيا |                                                  |
| خاركيف       | 1,433,886  | خاركيف            | أوكرانيا                         | طالع معركة خاركيف (2022) منحت لقب المدينة البطلة |
| Pivdenne     | 7,394      | خاركيف            | أوكرانيا                         |                                                  |
| ماريفا       | 21,421     | خاركيف            | أوكرانيا                         |                                                  |
| ديرهاتشي     | 17,433     | Kharkiv           | متنازع عليها: - أوكرانيا - روسيا |                                                  |
| ليوبوتين     | 20,376     | Kharkiv           | أوكرانيا                         |                                                  |
| بتشينيي      | 5,058      | Kharkiv           | متنازع عليها: - أوكرانيا - روسيا |                                                  |
| كراسنوهراد   | 20,013     | كراسنوهراد        | أوكرانيا                         |                                                  |
| كوبيانسك     | 27,169     | كوبيانسك          | روسيا                            |                                                  |
| بيرفومايسكيي | 28,986     | لوزوفا            | أوكرانيا                         |                                                  |
| لوزوفا       | 54,026     | لوزوفا            | أوكرانيا                         |                                                  |

### خيرسون أوبلاست
| الاسم         | عدد السكان | المنطقة الجغرافية | السيطرة الحالية    | معلومات إضافية                            |
| ------------- | ---------- | ----------------- | ------------------ | ----------------------------------------- |
| نوفا كاخوفكا  | 45,069     | Kherson           | روسيا              | طالع هجوم خيرسون                          |
| Oleshky       | 24,383     | Kherson           | روسيا              | طالع هجوم خيرسون                          |
| خيرسون        | 283,649    | Kherson           | روسيا              | طالع معركة خيرسون منحت لقب المدينة البطلة |
| Skadovsk      | 17,344     | Skadovsk          | أوكرانيا           |                                           |
| Nova Zburivka | 7,489      | Skadovsk          | روسيا[بحاجة لمصدر] |                                           |

### خملنيتسكي أوبلاست
| الاسم      | عدد السكان | المنطقة الجغرافية   | السيطرة الحالية | معلومات إضافية |
| ---------- | ---------- | ------------------- | --------------- | -------------- |
| كامينيتس   | 97,908     | Kamianets-Podilskyi | أوكرانيا        |                |
| خميلنيتسكي | 274,582    | Khmelnytskyi        | أوكرانيا        |                |

### كيروفوغراد أوبلاست
| الاسم        | عدد السكان | المنطقة الجغرافية | السيطرة الحالية | معلومات إضافية |
| ------------ | ---------- | ----------------- | --------------- | -------------- |
| كروبيفنيتسكي | 222,695    | Kropyvnytskyi     | أوكرانيا        |                |
| أوليكساندريا | 77,303     | Oleksandriia      | أوكرانيا        |                |
| سفيتلوفودسك  | 43,931     | Oleksandriia      | أوكرانيا        |                |

### كييف أوبلاست
| الاسم                    | عدد السكان | المنطقة الجغرافية | السيطرة الحالية                  | معلومات إضافية          |
| ------------------------ | ---------- | ----------------- | -------------------------------- | ----------------------- |
| تشيرنوبل                 | 2,500      | Vyshhorod         | روسيا                            | طالع معركة تشيرنوبل     |
| بيلا تسيركفا             | 208,737    | Bila Tserkva ‏     | أوكرانيا                         |                         |
| بوروديانكا (جوزنو-بانات) | 13,044     | Bucha             | متنازع عليها: - أوكرانيا - روسيا |                         |
| بروفاري                  | 109,473    | Brovary           | متنازع عليها: - أوكرانيا - روسيا |                         |
| بوتشا (كيييفسكا)         | 36,971     | Bucha             | روسيا                            |                         |
| فاستيف                   | 44,841     | Fastiv            | أوكرانيا                         |                         |
| أوبوخيف                  | 33,443     | Obukhiv           | متنازع عليها: - أوكرانيا - روسيا |                         |
| هوستوميل (محافظة كييف)   | 17,534     | Bucha             | روسيا                            | منحت لقب المدينة البطلة |
| مطار جوستوميل            | 0          | Bucha             | روسيا                            |                         |
| إربين                    | 62,456     | Bucha             | Truce                            | طالع معركة إربين        |
| Ivankiv                  | 10,563     | Vyshhorod         | روسيا                            | طالع معركة إيفانكيف     |
| Klavdiievo-Tarasove      | 5,019      | Bucha             | روسيا                            |                         |
| Makariv                  | 9,589      | Bucha             | أوكرانيا                         |                         |
| Nemishaieve              | 7,841      | Bucha             | متنازع عليها: - أوكرانيا - روسيا |                         |
| فيشهورود                 | 22,933     | Vyshhorod         | أوكرانيا                         | طالع هجوم كييف (2022)   |
| فاسيلكيف                 | 37,310     | Vasylkivskyi      | أوكرانيا                         | طالع معركة فاسيلكيف     |
| فورزيل (كيييفسكا)        | 6,766      | Bucha             | روسيا                            |                         |
| ديمير (كيييفسكا)         | 5,817      | Vyshhorod         | روسيا[بحاجة لمصدر]               |                         |
| Krasiatychi              | 645        | Vyshhorod         | روسيا[بحاجة لمصدر]               |                         |
| سلافوتيتش                | 24,685     | Vyshhorod         | روسيا[بحاجة لمصدر]               |                         |

### لوهانسك أوبلاست
| الاسم              | عدد السكان | المنطقة الجغرافية | السيطرة الحالية                  | معلومات إضافية        |
| ------------------ | ---------- | ----------------- | -------------------------------- | --------------------- |
| لوهانسك            | 399,559    | Luhansk           | Luhansk PR                       |                       |
| ألتشيفسك           | 106,550    | Alchevsk          | Luhansk PR                       |                       |
| سفرودونتسك         | 101,135    | Sievierodonetsk   | متنازع عليها: - أوكرانيا - روسيا |                       |
| ليسيتشانسك         | 95,031     | Sievierodonetsk   | متنازع عليها: - أوكرانيا - روسيا |                       |
| كراسني لوتش        | 79,764     | Rovekny           | Luhansk PR                       |                       |
| ستاخانوف           | 73,702     | Alchevsk          | Luhansk PR                       |                       |
| سفاتوفو            | 16,420     | Svatove           | Luhansk PR                       |                       |
| ستاروبيلسك         | 16,267     | Starobilsk        | - Luhansk PR                     | طالع معركة ستاروبيلسك |
| Stanytsia Luhanska | 12,505     | Shchastia         | - روسيا                          |                       |
| بيلوفودسك          | 7,771      | Starobilsk        | روسيا · Luhansk PR[بحاجة لمصدر]  |                       |
| Markivka           | 5,586      | Starobilsk        | - روسيا                          |                       |

### لفيف أوبلاست
| الاسم        | عدد السكان | المنطقة الجغرافية | السيطرة الحالية | معلومات إضافية                                                                           |
| ------------ | ---------- | ----------------- | --------------- | ---------------------------------------------------------------------------------------- |
| دروغوبيتش    | 74,610     | Drohobych         | أوكرانيا        |                                                                                          |
| لفيف         | 717,486    | Lviv              | أوكرانيا        | Many قائمة البعثات الدبلوماسية في أوكرانيا have temporarily relocated to Lviv from كييف. |
| Chervonohrad | 65,180     | Chervonohrad      | أوكرانيا        |                                                                                          |
| Sambir       | 34,444     | Sambir            | أوكرانيا        |                                                                                          |
| برودي        | 23,335     | Zolochiv          | أوكرانيا        |                                                                                          |
| تروسكافيتس   | 28,474     | Drohobych         | أوكرانيا        |                                                                                          |

### ميكولايف أوبلاست
| الاسم        | عدد السكان | المنطقة الجغرافية | السيطرة الحالية                  | معلومات إضافية      |
| ------------ | ---------- | ----------------- | -------------------------------- | ------------------- |
| ميكولايف     | 476,101    | Mykolaiv          | - أوكرانيا                       | طالع معركة ميكولايف |
| فوزنيسينسك   | 34,050     | Voznesensk        | متنازع عليها: - أوكرانيا - روسيا |                     |
| أوتشاكيف     | 13,927     | Ochakiv City      | أوكرانيا                         |                     |
| Shevchenkove | 595        | Mykolaiv          | روسيا                            |                     |

### أوبلاست أوديسا
| الاسم                 | عدد السكان  | المنطقة الجغرافية     | السيطرة الحالية | معلومات إضافية          |
| --------------------- | ----------- | --------------------- | --------------- | ----------------------- |
| أوديسا                | 1,015,826   | أوديسا                | أوكرانيا        |                         |
| إيزمائيل              | 70,731      | Izmail                | أوكرانيا        |                         |
| بيلهورود دنيستروفسكيي | 48,197      | بيلهورود دنيستروفسكيي | أوكرانيا        |                         |
| بوديلسك               | 39,662      | بوديلسك               | أوكرانيا        |                         |
| Bile [الإنجليزية]     | approx. 100 | Izmail                | روسيا           | طالعمعركة جزيرة الثعبان |

### بولتافا أوبلاست
| الاسم    | عدد السكان | المنطقة الجغرافية                    | السيطرة الحالية | معلومات إضافية |
| -------- | ---------- | ------------------------------------ | --------------- | -------------- |
| كريمنشوك | 217,710    | كريمنشوك                             | أوكرانيا        |                |
| لوبني    | 44,595     | لوبني                                | أوكرانيا        |                |
| بولتافا  | 283,402    | - شيفتشينسكفسكي - كييفسكي - بوديلسكي | أوكرانيا        |                |

### ريفنا أوبلاست
| الاسم    | عدد السكان | المنطقة الجغرافية | السيطرة الحالية | معلومات إضافية |
| -------- | ---------- | ----------------- | --------------- | -------------- |
| روفنو    | 245,289    | Rivne             | أوكرانيا        |                |
| دوبنو    | 37,257     | Dubno             | أوكرانيا        |                |
| Kostopil | 31,060     | Kostopil          | أوكرانيا        |                |

### مدن ذات وضع خاص
| الاسم      | عدد السكان | المنطقة الجغرافية | السيطرة الحالية | معلومات إضافية                           |
| ---------- | ---------- | --- | --------------- | ---------------------------------------- |
| كييف       | 2,962,180  | List of 10 - Darnytsia - Desna - دنيبرو رايون ‏ - Holosiiv - Obolon - Pechersk - Podil - Shevchenko - Somalianka - Sviatoshyn | أوكرانيا        | طالع هجوم كييف (2022) ومعركة كييف (2022) |
| سيفاستوبول | 509,992    | - Gagarin - Lenin - Nakhimov - Balaklava                                                                                     | روسيا           | طالع ضم الاتحاد الروسي للقرم             |

### سومي أوبلاست
| الاسم            | عدد السكان | المنطقة الجغرافية                            | السيطرة الحالية                  | معلومات إضافية            |
| ---------------- | ---------- | -------------------------------------------- | -------------------------------- | ------------------------- |
| سومي             | 259,660    | - Kovpakivskyi District - Zarichnyi District | Truce                            | طالع معركة سومي           |
| كونوتوب          | 84,787     | Konotop                                      | روسيا                            | طالع معركة كونوتوب (2022) |
| شوستاكا          | 73,197     | Shostka                                      | أوكرانيا                         |                           |
| رومني (أوكرانيا) | 38,305     | Romny                                        | متنازع عليها: - أوكرانيا - روسيا |                           |
| ليبيدين          | 24,238     | Lebedyn                                      | أوكرانيا                         |                           |
| Krolevets        | 22,437     | Konotop                                      | أوكرانيا                         |                           |

### تيرنوبل أوبلاست
| الاسم    | عدد السكان | المنطقة الجغرافية | السيطرة الحالية | معلومات إضافية |
| -------- | ---------- | ----------------- | --------------- | -------------- |
| ترنوبل   | 225,238    | Ternopil          | أوكرانيا        |                |
| تشورتكيف | 28,393     | تشورتكيف          | أوكرانيا        |                |
| بيريجاني | 17,316     | Ternopil          | أوكرانيا        |                |

### فينيتسا أوبلاست
| الاسم                | عدد السكان | المنطقة الجغرافية | السيطرة الحالية | معلومات إضافية |
| -------------------- | ---------- | ----------------- | --------------- | -------------- |
| فينيتسا              | 370,601    | Vinnytsia         | أوكرانيا        |                |
| هنيفان               | 12,314     | Vinnytsia         | أوكرانيا        |                |
| Koziatyn             | 22,634     | Khmilnyk          | أوكرانيا        |                |
| Khmilnyk             | 27,158     | Khmilnyk          | أوكرانيا        |                |
| Kalynivka            | 18,695     | Khmilnyk          | أوكرانيا        |                |
| بار (محافظة فينيتسا) | 15,563     | Zhmerynka         | أوكرانيا        |                |
| جميرينكا             | 34,097     | Zhmerynka         | أوكرانيا        |                |
| Tulchyn              | 14,668     | Tulchyn           | أوكرانيا        |                |
| ليدزهين              | 22,593     | Haisyn            | أوكرانيا        |                |
| هايسين               | 25,883     | Haisyn            | أوكرانيا        |                |
| بيرشاد               | 12,446     | Haisyn            | أوكرانيا        |                |
| موهيليف بوديليسكي    | 30,186     | Mohyliv-Podilskyi | أوكرانيا        |                |

### فولين أوبلاست
| الاسم                      | عدد السكان | المنطقة الجغرافية   | السيطرة الحالية | معلومات إضافية |
| -------------------------- | ---------- | ------------------- | --------------- | -------------- |
| لوتسك                      | 217,197    | Lutsk               | أوكرانيا        |                |
| كوفل                       | 67,991     | Kovel               | أوكرانيا        |                |
| Novovolynsk                | 50,417     | Volodymyr-Volynskyi | أوكرانيا        |                |
| فولوديمير (مدينة أوكرانية) | 38,070     | Volodymyr-Volynskyi | أوكرانيا        |                |
| Rozhyshche                 | 12,584     | Lutsk               | أوكرانيا        |                |
| كيفيرتسي                   | 13,917     | Lutsk               | أوكرانيا        |                |

### زاكارباتيا أوبلاست
| الاسم      | عدد السكان | المنطقة الجغرافية | السيطرة الحالية | معلومات إضافية |
| ---------- | ---------- | ----------------- | --------------- | -------------- |
| أوجهورود   | 115,542    | Uzhhorod          | أوكرانيا        |                |
| موكاجيفا   | 85,903     | Mukachevo         | أوكرانيا        |                |
| Svaliava   | 17,124     | Mukachevo         | أوكرانيا        |                |
| بيريهوفي   | 23,485     | Berehove          | أوكرانيا        |                |
| فينوغراديف | 25,442     | Berehove          | أوكرانيا        |                |
| Khust      | 28,206     | Khust             | أوكرانيا        |                |
| راخيف      | 15,596     | Rakhiv            | أوكرانيا        |                |

### زابوروجييه أوبلاست
| الاسم     | عدد السكان | المنطقة الجغرافية                                                                                                  | السيطرة الحالية | معلومات إضافية        |
| --------- | ---------- | --- | --------------- | --------------------- |
| بيرديانسك | 107,928    | | روسيا           | طالع معركة بيرديانسك  |
| إنيرهودار | 52,887     | Vasylivka Raion | روسيا           | طالع معركة إنيرهودار  |
| ميليتوبول | 150,768    | Zaporizhzhia | روسيا           | طالع معركة ميليتوبول  |
| بولوهي    | 18,396     | | روسيا           |                       |
| توكماك    | 30,132     | | روسيا           |                       |
| فاسيليفكا | 12,771     | | روسيا           |                       |
| زاباروجيا | 722,713    | List of 7 - Zavodskyi - Khortytskyi - Komunarskyi - Dniprovskyi - Oleksandrivskyi - Voznesenskyi - Shevchenkivskyi | أوكرانيا        | طالع معركة زابوروجييه |

### زيتومير أوبلاست
| الاسم            | عدد السكان | المنطقة الجغرافية | السيطرة الحالية | معلومات إضافية |
| ---------------- | ---------- | ----------------- | --------------- | -------------- |
| جيتومير          | 263,507    | مدينة جيتومير     | أوكرانيا        |                |
| بيردوشيف         | 73,999     | بيردوشيف          | أوكرانيا        |                |
| نوفوراد فولينسكي | 55,463     | نوفوراد فولينسكي  | أوكرانيا        |                |